# Еміль Келленбергер
Еміль Келленбергер (нім. Emil Kellenberger; 3 квітня 1864, Вальценхаузен — 30 листопада 1943, Вальценхаузен) — швейцарський стрілець, дворазовий чемпіон Літніх Олімпійських ігор 1900 і одинадцятиразовий чемпіон світу.
На іграх Келленбергер взяв участь в змаганнях зі стрільби з гвинтівки. В стрільбі стоячи він посів 6-те місце з 292 балами, з коліна розділив 2-гу позицію з 314 балами, лежачи — 5-те місце з 324 балами. В стрільбі з трьох положень, в якій всі бали сумуються, Келленберг став першим, виграв золоту медаль. В командному змаганні його команда зайняла перше місце, отримали золоті нагороди.
Отже, Келленбергер брав участь в чемпіонатах світу зі стрільби і став 12-разовим чемпіоном в змаганнях 1899, 1901, 1902 і 1922, а також семиразовим срібним призером.